# Odontosoria spathulata
Odontosoria spathulata är en ormbunkeart som först beskrevs av William Ralph Maxon, och fick sitt nu gällande namn av R. M. Tryon och A. F. Tryon. Odontosoria spathulata ingår i släktet Odontosoria och familjen Lindsaeaceae. Inga underarter finns listade.